# كولونيتش
كولونيتش (بالبوسنوية: Kolunić)‏ هي قرية في البوسنة والهرسك. وهي تقع على أراضي بلدية بوسانسكي بتروفاتس التابعة لكانتون يونا-سانا في اتحاد البوسنة والهرسك. طبقا لنتائج تعداد البوسنة عام 2013 فقد كان عدد سكانها 249 نسمة.

## التركيبة السكانية

### التطور التاريخي للسكان
| 1961 | 1971 | 1981 | 1991 | 2013 |
| ---- | ---- | ---- | ---- | ---- |
| 828  | 678  | 579  | 521  | 249  |

### المجتمع المحلي
في عام 1991 كان المجتمع المحلي للقرية يتألف من 666 نسمة وهم موزعون على النحو التالي: